# Marlon Jackson
Marlon Jackson (født 12. marts 1957) er en amerikansk sanger og danser, og en af Michael Jackson's mange brødre. Marlon Jackson var med i bandet The Jackson 5.
Marlon havde en tvillingbror, Brandon, der dog døde ved fødslen.
Marlon har siden august 1975 med Carol Parker, med hvem han har to døtre og en søn.

## Diskografi
- Baby Tonight (1987)

## Filmografi
- Nell (1994)